# 白环蛇
白环蛇（学名：Lycodon aulicus），又名白环链蛇，为白环蛇属的一種無毒蛇，幼年體與劇毒的青環蛇很像。分布于尼泊尔、斯里兰卡、印度、马尔代夫、锡金、泰国、缅甸、老挝、柬埔寨、越南、印度尼西亚、菲律宾以及中国大陆的福建、广东、云南等地，主要生活于平原及丘陵地区。

## 保护
本种于2023年被收录入《有重要生态、科学、社会价值的陆生野生动物名录》。